# Георгиевское сельское поселение (Костромская область)
Гео́ргиевское се́льское поселе́ние — упразднённое муниципальное образование в Межевском районе Костромской области.
Административный центр — село Георгиевское.
Законом Костромской области от 26 апреля 2021 года № 76-7-ЗКО к 7 мая 2021 года упразднено в связи с преобразованием Межевского района в Межевской муниципальный округ.

## История
Георгиевское сельское поселение образовано 30 декабря 2004 года в соответствии с Законом Костромской области № 237-ЗКО, установлены статус и границы муниципального образования.
22 июня 2010 года в соответствии с Законом Костромской области № 626-4-ЗКО в состав Георгиевского сельского поселения включены упразднённые Алешковское, Петровское, Петушихское и Селинское сельские поселения.

## Население
| 2008  | 2010  | 2012  | 2013  | 2014  | 2015  | 2016  |
| ----- | ----- | ----- | ----- | ----- | ----- | ----- |
| 3880  | ↘3344 | ↘3204 | ↘3084 | ↘3027 | ↘2963 | ↘2885 |
| 2017  | 2018  | 2019  | 2020  |       |       |       |
| ↘2849 | ↘2778 | ↘2705 | ↘2622 |       |       |       |

## Состав сельского поселения
| №  | Населённый пункт | Тип населённого пункта       | Население |
| -- | ---------------- | ---------------------------- | --------- |
| 1  | Абабково         | деревня                      | →0        |
| 2  | Авешная          | деревня                      | ↗4        |
| 3  | Алешково         | деревня                      | ↘52       |
| 4  | Ателевица        | деревня                      | →0        |
| 5  | Барановица       | деревня                      | ↘28       |
| 6  | Большая Избенка  | деревня                      | →0        |
| 7  | Владимирово      | деревня                      | ↘7        |
| 8  | Георгиевское     | село, административный центр | ↗2767     |
| 9  | Горка            | деревня                      | ↗3        |
| 10 | Губино           | деревня                      | ↘28       |
| 11 | Гущино           | деревня                      | ↘2        |
| 12 | Дубровино        | село                         | ↘3        |
| 13 | Заболотье        | деревня                      | →0        |
| 14 | Заводское        | деревня                      | ↗50       |
| 15 | Ивановское       | деревня                      | →0        |
| 16 | Ильинка          | деревня                      | →0        |
| 17 | Козлиха          | деревня                      | ↗78       |
| 18 | Колодезная       | деревня                      | ↘37       |
| 19 | Красавцево       | деревня                      | →0        |
| 20 | Михалево         | деревня                      | ↗1        |
| 21 | Новинское        | деревня                      | ↘18       |
| 22 | Первомайский     | посёлок                      | ↗176      |
| 23 | Петровка         | деревня                      | ↘31       |
| 24 | Петушиха         | деревня                      | ↗140      |
| 25 | Поденьевица      | деревня                      | ↗80       |
| 26 | Половинница      | деревня                      | →0        |
| 27 | Савинская        | деревня                      | ↗1        |
| 28 | Селино           | деревня                      | ↗49       |
| 29 | Соловьёво        | деревня                      | ↗3        |
| 30 | Сосновка         | деревня                      | ↘5        |
| 31 | Старое           | деревня                      | →0        |
| 32 | Суховская        | деревня                      | ↗52       |
| 33 | Фёдоровское      | деревня                      | →0        |
| 34 | Хмелевица        | деревня                      | →0        |
| 35 | Шубино           | деревня                      | ↗7        |